# Lasaosa
Lasaosa est un village de la province de Huesca, situé à environ douze kilomètres au sud-est de la ville de Sabiñánigo, à 855 mètres d'altitude. Le village est mentionné pour la première fois dans une source écrite en 1082. Abandonné au milieu des années 1970, il compte actuellement un habitant d'après le dernier recensement officiel (INE, 2013), mais connaît actuellement un processus de repeuplement. L'église du village est dédiée à l'apôtre saint Jacques le Majeur.